# Ilex amara
Ilex amara é uma espécie de planta do gênero Ilex. Descrito pela primeira vez por H.G.A.Engler e K.A.E.Prantl, em 1897.